# Jeroen Maes
Jeroen Maes (Ieper, 4 september 1970) is een Vlaams acteur. 

## Opleiding
Maes volgde kleinkunst aan Studio Herman Teirlinck en volgde ook zang bij Maria Verhaert aan Zangschool Talent.

## Biografie
Maes' bekendste rollen waren die van Steven (Thuis), Freek (Wat nu weer?!), Cyriel Gregorius (Nonkel Jef) en Eddy (Lebbegem). Hij speelde ook gastrollen in De Kotmadam, Wittekerke, Familie, Gilliam & De Bie, Spoed en Samson en Gert (autoverkoper). Ook was hij te zien als laborant in F.C. De Kampioenen 3: Forever.
Ook speelde hij de prins in de Vlaamse en Nederlandse musical 'Romeo en Julia van haat tot liefde'.

## Televisie
- Zomerrust (1993) - als krantenjongen
- Familie (1993) - als Kurt
- Wittekerke (1995) - als Sven
- Wat nu weer?! (1995-1998) - als Frederik 'Freek' De Zutter
- Thuis (1996) - als Steven
- De Kotmadam (1997) - als Erik
- Lebbegem (1999) - als Eddy Schietecatte
- Gilliams & De Bie (1999) - als Wouter Mercelis
- Nonkel Jef (2000-2001) - als Cyriel Gregorius
- Verschoten & Zoon (2002) - als David
- Droge voeding, kassa 4 (2003)
- The Fairytaler (2003-2005) - verschillende rollen
- De Wet volgens Milo (2004) - als politieagent
- Samson en Gert (2005) - als leverancier
- Mega Mindy (2006) - als Ysbrand Deltuit
- Zone Stad (2007) - als Bert Alens
- Familie (2008-2009) - als Patrick Holemans
- Familie (2013) - als Frederik De Meyer
- ROX (2014) - als Ronny

## Film
- K3 Dierenhotel (2014) - als Paco (stem)
- F.C. De Kampioenen 3: Forever (2017) - als laborant

## Privé
- Maes is de zoon van acteur Oswald Maes, die eveneens in Thuis speelde.

- MusicBrainz: 532bdd1d-f1ff-4b76-8aa1-2b3eceeca2ba
- Virtual International Authority File: 16146095289000372123